# Stephan Küppers
Stephan Küppers es un deportista alemán que compitió para la RFA en piragüismo en la modalidad de eslalon. Ganó una medalla de oro en el Campeonato Mundial de Piragüismo en Eslalon de 1985, en la prueba de C2 individual.

## Palmarés internacional
| Campeonato Mundial | Campeonato Mundial | Campeonato Mundial | Campeonato Mundial |
| Año                | Lugar              | Medalla            | Competición        |
| ------------------ | ------------------ | ------------------ | ------------------ |
| 1985               | Augsburgo (RFA)    | Medalla de oro     | C2 individual      |